# Charlie Becker

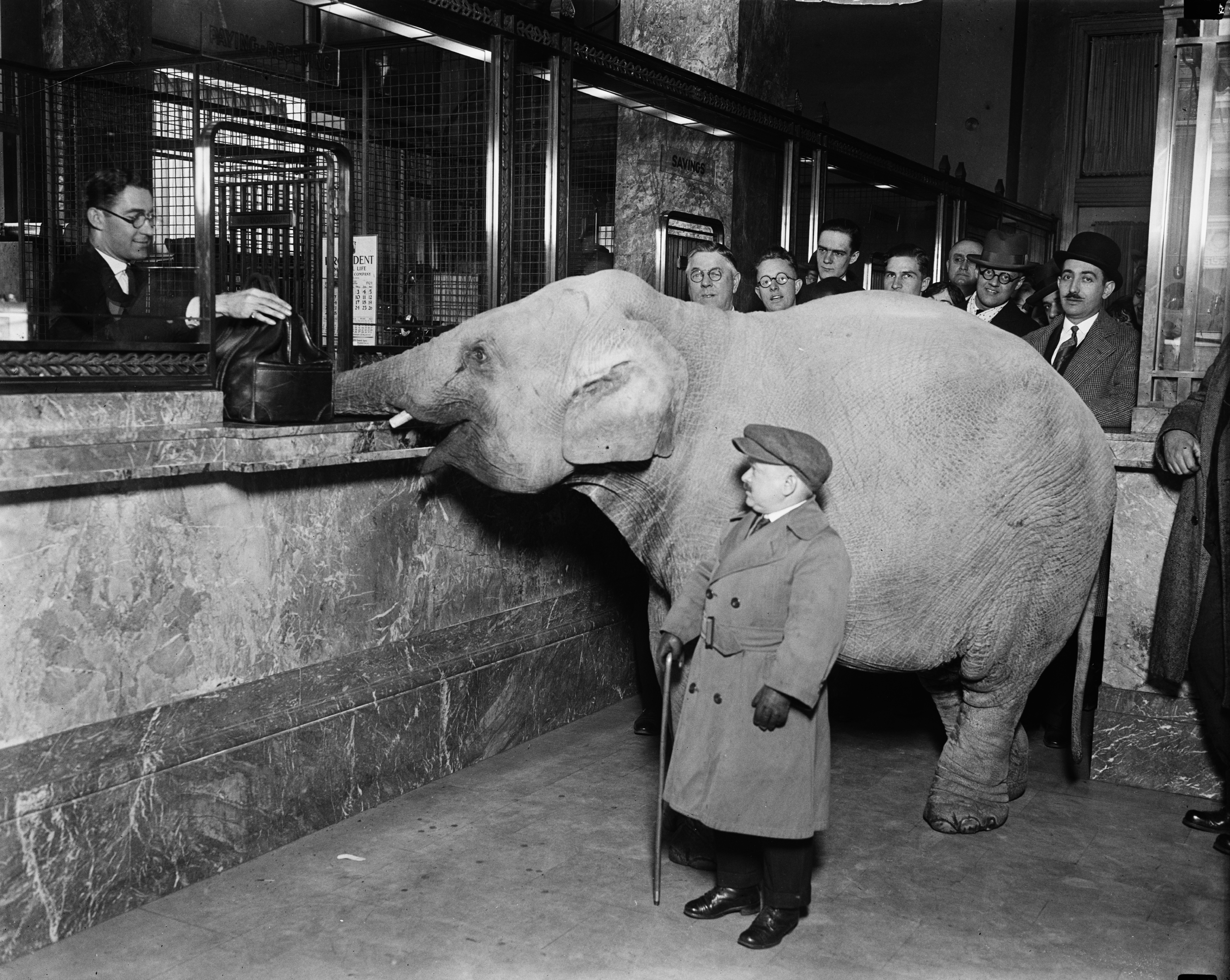
Charlie Becker besucht mit einem Elefanten zu Werbezwecken eine US-Bank (1924)

Karl „Charlie“ Becker (* 24. November 1887 in Muschenheim, Hessen; † 28. Dezember 1968 in Elk Grove, Kalifornien) war ein deutschamerikanischer kleinwüchsiger Schauspieler. Einem breiten Publikum wurde er durch die Rolle des Zwergen-Bürgermeisters im Filmklassiker Der Zauberer von Oz bekannt.

## Leben
Charlie Becker fand eine erste Anstellung als Fleischer. Seine geringe Größe von etwa 1,15 Meter stellte sich bei der Arbeit als Problem heraus, zudem musste er den Spott von Arbeitskollegen ertragen. Im Alter von 19 Jahren wurde Becker Mitglied einer reisenden Theatergruppe. Später arbeitete er bei den Singer Midgets, einer Truppe von kleinwüchsigen Schauspielern unter Leitung des Österreichers Leopold von Singer. Im Ersten Weltkrieg spielten die Singer Midgets in die Vereinigten Staaten und blieben dort fortan. Die Gruppe trat dort sehr erfolgreich in Vaudeville-Theatern auf und Becker pflegte Freundschaften mit Stars wie George Burns und Will Rogers. Becker trat in den 1920er- und 1930er-Jahren vereinzelt in Filmen auf, er hatte zum Beispiel eine Nebenrolle im Western The Terror of Tiny Town, in dem ausschließlich kleinwüchsige Darsteller mitspielten.
Seine berühmteste Rolle spielte Charlie Becker allerdings als Bürgermeister der kleinwüchsigen Munchkins im Filmklassiker Der Zauberer von Oz. Zwar waren noch 123 andere kleinwüchsige Darsteller als Munchkins zu sehen, doch die Rolle des Bürgermeisters ist mit einigen Textpassagen die größte unter den Munchkin-Rollen. Man besetzte den Schauspieler für die Rolle wegen seines Bartes, des runden Gesichtes und seiner korpulenten Statur, die ihn nach Meinung der Produzenten wie einen stereotypischen Bürgermeister aussehen ließen. Wegen seines deutschen Akzentes musste Becker allerdings im fertigen Film von Ken Darby gesprochen werden. Am Filmset traf Becker seine Frau Jessie Kelly, die ebenfalls einen Munchkin spielte. Sie heirateten im Jahre 1940, woraufhin sich Becker weitgehend aus dem Schauspielgeschäft zurückzog und nur noch gelegentlich als Double für Kinderschauspieler tätig war. Stattdessen eröffnete das Ehepaar in Kalifornien seinen eigenen Wurstladen.
Charlie Becker starb 1968, wenige Monate nach seiner Frau, im Alter von 81 Jahren an einem Herzinfarkt. Beide wurden auf dem Lone Tree Cemetery im kalifornischen Fairview beerdigt. 2007 erhielten die Munchkins einen Stern auf dem Hollywood Walk of Fame, woran sieben damals noch lebende Munchkin-Darsteller teilnahmen.

## Filmografie
- 1926: Spangles
- 1937: All Over Town
- 1938: The Terror of Tiny Town
- 1939: Der Zauberer von Oz (The Wizard of Oz)